# Pteromalus violarum
Pteromalus violarum är en stekelart som beskrevs av Dalla Torre 1898. Pteromalus violarum ingår i släktet Pteromalus och familjen puppglanssteklar. Inga underarter finns listade i Catalogue of Life.